# 虬津镇
虬津镇，是中华人民共和国江西省九江市永修县下辖的一个乡镇级行政单位。

## 行政区划
虬津镇下辖以下地区：
虬津社区、青沙湾社区、红桥村、麻洲村、麻潭村、规湖村、鄱坂村、张公渡村、何岭村和宝田村。